# Šaban
Šaban je moško osebno ime.

## Izvor imena
Ime Šaban je muslimansko ime, ki izhaja iz turškega imena Şaban. To pa je nastalo iz arabske besede ša'ban v pomenu besede »osmi mesec islamskega lunarnega leta«. Ime Šaban spada torej med imena, dana po času rojstva otroka.

## Različica imena
Šabica

## Pogostost imena
Po podatkih Statističnega urada Republike Slovenije je bilo na dan 31. decembra 2007 v Sloveniji število moških oseb z imenom Šaban: 137. Med vsemi moškimi imeni pa je ime Šaban po pogostosti uporabe uvrščeno na 448. mesto.